# 伊万·普柳希
伊万·斯捷潘诺维奇·普柳希（羅馬化：Ivan Stepanovych Pliushch；1941年9月11日—2014年6月25日），乌克兰政治人物。他三次担任乌克兰最高拉达主席：1990年7月9日至7月23日（代理）、1991年12月5日至1994年5月11日、2000年2月1日至2002年5月14日。

## 生平
伊万·普柳希于1941年9月11日出生于切尔尼戈夫州的博尔兹纳。1959年从博尔兹纳农业学院毕业后，他开始了自己的职业生涯，担任中级工人、农学家和部分巴雷希夫卡区的国营农场（烏克蘭語：radhosp）和集体农庄（烏克蘭語：kolhosp）的部门负责人。1967年至1974年间，普柳希担任基洛夫集体农庄的负责人，以及巴雷希夫卡区列宁国营农场的负责人。1975年至1977年间，他在基辅担任乌克兰共产党基辅州地区委员会的副代表。1977年至1979年间，普柳希在莫斯科共产党中央委员会社会科学院学习。完成学业后，他继续在基辅基辅州的共产党的部门工作。1984年，他成为基辅州政府副局长，后来担任局长。1990年，他当选为基辅州议会主席。
1990年，普柳什当选为最高拉达议员，并连续四次在议会工作。他曾三次担任最高委员会主席：1990年7月9日至7月23日(代理)、1991年12月5日至1994年5月11日、2000年2月1日至2002年5月14日。
1994年，普柳希参加了1994年乌克兰总统选举。他获得了1.29%的选票，在7名候选人中排名第6。列昂尼德·库奇马在本次选举中当选为总统。
在2006年乌克兰议会选举中，普柳希领导科斯坚科和普柳希国家联盟。该联盟赢得了1.87%的民众选票，未达到规定的3%门槛，并且在议会中没有获得任何席位。
2007年5月，普柳希被总统尤先科任命为乌克兰国家安全与国防委员会秘书。普柳什解释说，该委员会的职责包括经济、环境和能源安全以及军事事务。这使其成为总统努力在由总理维克托·亚努科维奇领导的政府中确立其权威的关键工具。
2007年乌克兰议会选举中，普柳希当选为尤先科领导的“我们的乌克兰—人民自卫联盟”的候选人。他反对与季莫申科联盟结盟，并于2007年11月被总统解除安全与国防委员会秘书职务，不久之后季莫申科接任亚努科维奇成为总理。
普柳希于2011年2月成为面向未来的改革的创始成员。
在2012年乌克兰议会选举中，普柳希不再成为候选人。
普柳希在与癌症长期斗争后于2014年6月25日去世，享年 72 岁。

## 荣誉
- 荣获国家勋章的乌克兰英雄（2001年）
- 智者雅罗斯拉夫王公勋章（英语：Order of Prince Yaroslav the Wise）：五等（1996年）、四等（2007年）和三等（2011年）
- 伊万·马泽帕十字勋章（英语：Cross of Ivan Mazepa）（2010年）